# Кривцов, Сергей Иванович
Кривцо́в Сергей Иванович (1802 — 5 мая 1864) — декабрист, член петербургской ячейки Южного общества.

## Биография
Из дворян Орловской губернии, брат Н. И. Кривцова и П. И. Кривцова.
Отец — Болховский помещик, коллежский асессор Иван Васильевич Кривцов (ум. 1813), мать — Вера Ивановна (рожд. Карпова, ок. 1771 — 10 декабря 1849).
Около полутора лет воспитывался в Московском университетском пансионе, затем с декабря 1817 по январь 1820 года — в земледельческом институте Фелленберга (Гофвиль, Швейцария).
В марте 1821 года зачислен юнкером в лейб-гвардии конную артиллерию.
В ноябре 1822 года произведён в офицеры; в мае 1824 года — в подпоручики.
Член петербургской ячейки Южного общества с марта 1824 года, принят Пестелем, участвовал в работе Северного общества. 10 октября 1825 года выехал из Петербурга в отпуск.
Арестован в Воронеже 14 января 1826 года, доставлен в Петербург и заключён в Петропавловскую крепость.
Осуждён по VII разряду и приговорён в каторжную работу на четыре года с последующим поселением в Сибири.
При конфирмации приговора (11 июля 1826 года) срок каторги сокращён до двух лет, по коронационному помилованию, указом от 22 августа 1826 года, — до одного года.
Узник Читинского острога с апреля 1827 по май 1828 года.
В 1828—1829 годах на поселении в Туруханске; по прошению матери переведён в Минусинск, где поселился у С. Г. Краснокутского, переведённого ранее из Якутска.
В ноябре 1831 года, опять по прошению матери, переведён рядовым на Кавказ, в 44-й егерский полк.
Добравшись к весне 1832 года до Гагр, Кривцов заболел воспалением лёгких и пролежал месяц.
В августе заболел жёлчной лихорадкой, которая многократно возвращалась и позднее.
Невозможность участия в экспедициях лишала его надежды на производство в офицеры, которое было необходимым условием освобождения.
Лишь в середине 1834 года был, наконец, переведён в 20-ю артиллерийскую бригаду и начал принимать участие в боевых действиях.
За мужество в боях получил солдатский Георгиевский крест (Знак отличия Военного ордена); осенью 1835 года произведён в унтер-офицеры.
В мае 1836 года Кривцову был разрешён четырёхмесячный отпуск в Болховский уезд, которым он воспользовался лишь зимой, по окончании экспедиции.
В 1837 году Кривцов в Пятигорске познакомился с М. Ю. Лермонтовым. 15 ноября 1837 года произведён в офицеры и, наконец, в апреле 1839 года вышел в отставку прапорщиком «за болезнью».
Вернувшись из ссылки, жил в своем имении, селе Тимофеевском Болховского уезда Орловской губернии с матерью. После смерти младшего брата Павла стал опекуном его двух детей.
В 1856 году, в день коронации Александра Второго, Кривцову было возвращено потомственное дворянство и снят полицейский надзор.
На следующий год он женился на Анне Валериановне Сафонович (1837—1891), дочери Орловского губернатора; детей у них не было. После смерти Кривцова она вышла замуж за Николая Саввича Абазу (1837—1901).
Умер в селе Тимофеевском, оставив жене некоторый капитал и завещав имение племяннику.

## Память
- Именем Кривцова названа улица в Орле[2].